# Nakagawa-ku (Nagoya)
Nakagawa (中川区 Nakagawa-ku?) es un barrio de la ciudad de Nagoya, en la prefectura de Aichi, Japón. En octubre de 2019 tenía una población estimada de 220.782 habitantes y una densidad de población de 6.895 personas por km². Su área total es de 32,02 km².

## Demografía
Según los datos del censo japonés, esta es la población de Nakagawa en los últimos años.
| 1995    | 2000    | 2005    | 2010    | 2015    |
| ------- | ------- | ------- | ------- | ------- |
| 206.678 | 209.982 | 215.809 | 221.521 | 220.281 |